# Lukas Müller (aviron)
Pour les articles homonymes, voir Müller et Lukas Müller.
Lukas Müller, né le 19 mai 1987 à Wetzlar, est un rameur d'aviron allemand. 

## Palmarès

### Jeux olympiques
- 2012 à Londres,  Royaume-Uni
  -  Médaille d'or en huit

### Championnats du monde
- 2010 à Hamilton,  Nouvelle-Zélande
  -  Médaille d'or en huit

- 2011 à Bled,  Slovénie
  -  Médaille d'or en huit

### Championnats d'Europe
- 2010 à Montemor-o-Velho,  Portugal
  -  Médaille d'or en huit